# Alejandro IV Lăpușneanu

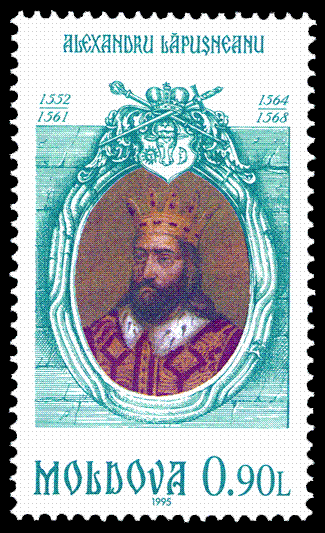
Alexandru IV Lăpușneanu en un sello de Moldavia de 1995.

Alexandru IV Lăpușneanu (nacido Petru; Lăpușna, 1499 - Iași, 1568) fue Príncipe de Moldavia de 1552 a 1561 y de 1564 a 1568.
En el principado de Moldavia la monarquía era electiva, como en los vecinos Polonia, Transilvania y Valaquia, y el príncipe (voivoda, hospodar o domnitor según las épocas y las fuentes) era elegido por los boyardos (a menudo entre ellos) y para ser nombrado, reinar y mantenerse, se apoyaba frecuentemente en las potencias vecinas, Habsburgo, polaca u otomana.
El hecho de que entre 1455 y 1859 el Principado se reconociera como vasallo de la Sublime Puerta no significa que fuera una provincia turca o un país musulmán. Sólo algunos territorios moldavos pasan a ser otomanos: en 1484 Besarabia, conocida como Budzhak, al norte del delta del Danubio; en 1538 la raya de Tighina (Bender) y, más tarde, desde 1713 la raya de Jotyn. El resto del Principado, y la parte comprendida entre el río Dniéster y el río Prut que en 1812 formará Besarabia tras la anexión rusa, conservó sus propias leyes, su religión ortodoxa, boyardos, príncipes, ministros, ejércitos y autonomía política, con la cual se alzaron a menudo contra el Sultán otomano.
El personaje fue popularizado por la novela histórica de 1840 Alexandru Lăpuşneanul del escritor rumano Constantin Negruzzi.

## Biografía

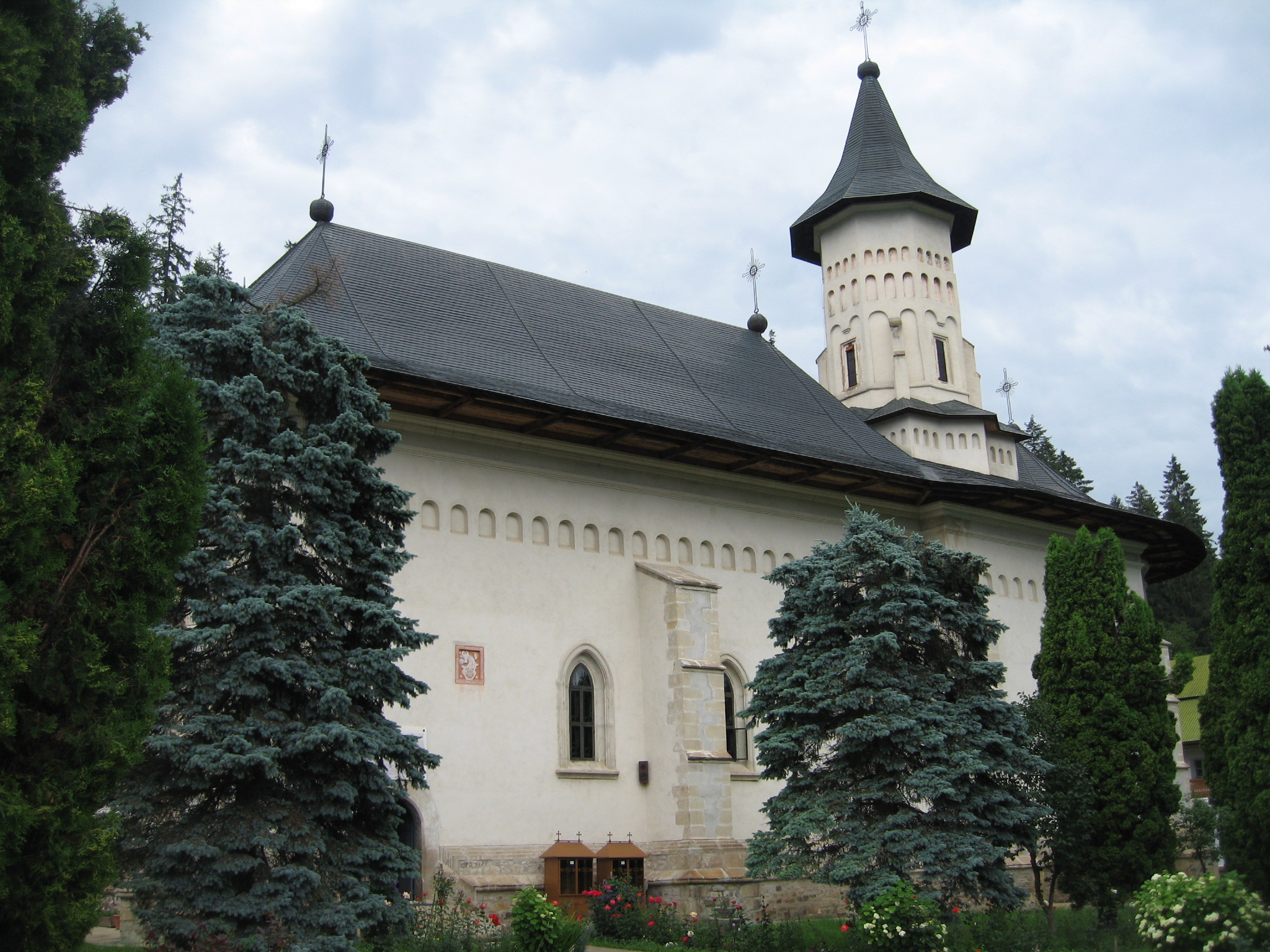
Iglesia de la Transfiguración del Señor del monasterio de Slatina, fundado por Lăpușneanu.

Alexandru Lăpușneanu era hijo ilegítimo del príncipe Bogdan III y la doamna Anastasia, nació probablemente en 1499 en Lăpușna. Fue bautizado con el nombre de Petru.
En septiembre de 1552 fue elegido por los boyardos del principado en 1552, destronando al príncipe Ioan Joldea que había subido al trono tras la muerte de Ștefan VI Rareș. Joldea huiría al principado de Transilvania. Lăpușneanu invadió Moldavia tras ser proclamado gobernante en Trembowla, en el Reino de Polonia, con el apoyo del hetman Mikołaj Sieniawski y tras prestar juramento de vasallaje al rey de Polonia, aunque intentará mantener buenas relaciones con señor titular del principado, el Imperio otomano. Pese a todo cumplió su obligación con el rey polaco Segismundo II Augusto Jagellón enviando en 1553 7 000 jinetes moldavos a luchar contra los tártaros. Esta política de amistad con Polonia le enemistaría con el emperador Fernando I, que intentaría por todos los medios derrocarle.
Alexandru ayudaría al regreso de Mircea V Ciobanul al trono del principado de Valaquia en 1553, de donde había sido desterrado el año anterior por Radu VIII Ilias Haidăul. El ejército moldavo comandado por el vornic Nădăbaico contribuiría a la sustitución de Mircea por Pătraşcu cul Bun en febrero de 1554.
Alexandru Lăpușneanu participó en la campaña para instalar a Juan Segismundo de Zápolya (y a su madre Isabel) en Transilvania, atravesando las montañas con dos ejércitos en 1556. Lăpușneanu buscó con su apoyo recuperar para Moldavia los castillos de Ciceu y Baltă, pero a pesar de toda la ayuda recibida, Juan Segismundo y su madre no las devolvieron, lo que motivó una expedición de Lăpușneanu en 1558 que saqueó el País del Bârsa (Burzenland) hasta que la dieta de la ciudad de Alba Iulia decidió la restitución de ambas fortalezas.
Los turcos desconfiaron del gobierno de Lăpușneanu, protegido de Polonia, por lo que en 1555 lo llamaron a Constantinopla. Lăpușneanu no acudió, y en su lugar envía varias bolsas de dinero, con lo que satisface a la Sublime Puerta. Contando con la protección de polacos y turcos fortalece su principado.
En el momento en que su reinado se hallaba en una posición más estable, fue destronado por un griego de su corte, Jacob Herakeides, apodado el Déspota. Éste, con engaños e intrigas, y apoyado por el noble Olbracht Łaski y por el emperador Fernando I reúne un ejército de mercenarios y derrota en Verbia a Lăpușneanu junto al río Jijia, el 18 de noviembre de 1561. La batalla duró dos días. Derrotado Lăpușneanu, se retiró a Huși, donde sería de nuevo derrotado. Desde allí, huyó al castillo de Chilia -Kiliya (Ucrania)- donde le esperaba la doamna Ruxandra con el tesoro, y a Estambul, exiliándose en la isla de Rodas en marzo de 1562.
Tras el breve gobierno de Ștefan VII Tomșa, entre la ejecución de Juan I (1563) y su destronamiento en 1564, Lăpușneanu consigue recuperar el trono moldavo. Tras pagar una suma de 200.000 ducados a la Sublime Puerta obtiene la designación y el apoyo del sultán otomano. Tras una breve guerra civil contra Tomșa, candidato de los boyardos, les vence y les hace huir al Reino de Polonia. Tomșa, junto con su vornic Ion Moțoc, su postelnic Veveriță y el spătar Spanciog, son encarcelados en Buczacz en marzo de 1564 y es decapitado en Lwów por orden del rey polaco Segismundo II Augusto Jagellón.
El segundo reinado de Lăpușneanu, iniciado con sangre, nadaría en la sangre hasta el final del mismo. Inicialmente promete el perdón para todos los boyardos enemigos, pero tan pronto como consolidó su gobierno, preparó un gran banquete al que invita a los principales boyardos en el que los masacró. Según documentos polacos de noviembre de 1564 se confiscó las tierras de doce propietarios de Suceava, mientras que la Crónica de Grigore Ureche eleva la cifra a cuarenta y siete y otros nobles menores. Es difícil precisar el número, pero parece más creíble la primera cifra. Lăpușneanu, sentado en el trono por los turcos, recibe la orden de derribar todos los castillos, para incapacitar defensivamente el país, y las incendió a excepción de la fortaleza de Jotín, en la que se estableció una guarnición turca que saqueaba la región.
Desde el 5 de marzo de 1568, Lăpușneanu sufre de una enfermedad que le hace perder su capacidad para gobernar. Los síntomas eran escalofríos y fiebres altas. Las fuentes hablan de un glaucoma o tracoma, una enfermedad hereditaria sufrida tanto por su padre como por su hijo, Bogdan, aunque también se sospecha que fuese envenenado. Azarie solo explica que "en el cuarto año de su segundo reinado, Alejandro cayó en la enfermedad y la muerte". El 5 de marzo, pidió a los obispos de Transilvania que enviaran al barbero Andrei, su antiguo cirujano, que llegaría a Moldavia demasiado tarde, tras de su muerte. Para no dejar sin control los asuntos del país, envía un mensaje a la Sublime Puerta, pidiéndole al sultán que nombre a Bogdan, su primogénito príncipe de Moldavia.
El 9 de marzo, reúne al Sfatul Țării y le pide que elijan en su lugar a su hijo Bogdan, a quien envía el cetro. Al día siguiente se convirtió en monje con el nombre de Pacomio. Su ingreso al monasticismo tiene que ver con su deseo de que al morir fuera monje. Murió en Iași el 11 de marzo de 1568 y fue enterrado en el monasterio de Slatina, donde también hallarían sepultura Ruxandra en 1570 y dos hijas.
Alexandru se casó con Ruxandra, hija de Petru IV Rareș. Con ella tuvo dos hijos legítimos, Bogdan y Ștefan (fallecido en Rusia más tarde de 1606). Tuvo varios hijos ilegítimos: Aarón, Pedro, Iliaș (príncipe titular de Valaquia y padre de Alexandru IV Iliaș, príncipe de Valaquia y de Moldavia) y Petru, que huyó a Constantinopla en 1569 y fue pretendiente al trono moldavo entre 1571 y 1578. En un velo (aer, velo con la imagen de Cristo muerto que cubría los vasos litúrgicos) donado por el príncipe al monasterio de Mileševa bordado el 6 de agosto de 1567, en Serbia, se nombra a Ruxana otros hijos: Constantin, Anghelina, Tudora, Cneajna, Teofana, Martina, Trofana y Nastasia. En un acta de abril de 1559 de la iglesia ortodoxa rumana de Lviv se nombra a Ionașco (Ion) y Mihail.
Durante su principado, Lăpușneanu mantuvo buenas relaciones comerciales con el principado de Transilvania. Desde la república de Venecia llegaron pintores para decorar sus monasterios de Slatina y Pângărați. Financió las decoraciones de las iglesias del monte Athos y de la iglesia ortodoxa rumana de Lwów, en el Reino de Polonia. Donó un aer al monasterio de Mileševa. Fundó el monasterio de Socola en 1557. Ruxana realizaría obras piadosas en el monasterio de Putna. Lăpușneanu cambió la capital del principado de Moldavia de Suceava a Iași al tener que incendiar el castillo de Scaun de Suceava por orden de los turcos en 1564.